# Joni Rautanen
Joni Rautanen (né le 15 août 1986) est un athlète finlandais, spécialiste du sprint et du relais 4 × 100 m.
Son meilleur temps est de 10 s 40, réalisé en 2010, mais il détient le record de Finlande en salle sur 100 m en 10 s 36.